# Williams Shire
Koordinaten: 33° 1′ S, 116° 53′ O

Das Shire of Williams ist ein lokales Verwaltungsgebiet (LGA) im australischen Bundesstaat Western Australia. Das Gebiet ist 2306 km² groß und hat etwa 1000 Einwohner (2016).
Williams liegt im westaustralischen „Weizengürtel“ im Westen des Staates etwa 150 Kilometer südöstlich der Hauptstadt Perth. Der Sitz des Shire Councils befindet sich in der Ortschaft Williams, wo etwa 400 Einwohner leben (2016).

## Verwaltung
Der Williams Council hat neun Mitglieder. Sie werden von allen Bewohnern der LGA gewählt. Williams ist nicht in Bezirke unterteilt. Aus dem Kreis der Councillor rekrutiert sich auch der Ratsvorsitzende und Shire President.